# Neuenkirchen (Rügen)
 For alternative betydninger, se Neuenkirchen. (Se også artikler, som begynder med Neuenkirchen)
Neuenkirchen er en by og kommune i det nordøstlige Tyskland, beliggende under Landkreis Vorpommern-Rügen på øen Rügen. Landkreis Vorpommern-Rügen ligger i delstaten Mecklenburg-Vorpommern.
Neuenkirchen er beliggende 20 km nordvest for Bergen auf Rügen. Den ligger på to halvøer mellem Lebbiner Bodden, Tetzitzer See og Großer Jasmunder Bodden.

## Bebyggelser
| - Neuenkirchen - Breetz - Grubnow - Laase - Lebbin - Liddow - Moor | - Moritzhagen - Neuendorf - Reetz - Tribbevitz - Vieregge - Zessin |